# Axel Louissaint
Axel Louissaint (Yverdon-les-Bains, 3 gennaio 1996) è un cestista svizzero di formazione francese.

## Palmarès

### Club
- Campionato svizzero: 1

Fribourg: 2018-19
- Coppa di Lega Svizzera: 1

Fribourg: 2020